# Sierra de Na Burguesa
Na Burguesa es una sierra situada en el municipio de Calviá, en  Mallorca, comunidad autónoma de las islas Baleares, España. Es una zona que cuenta con una amplia red de cuevas, llegando a contarse hasta 45, que fueron usadas como refugio por sus habitantes primitivos. Asimismo, forma parte del sistema acuífero de la Sierra de Tramontana, a la cual también pertenece.
Se encuentra aproximadamente a mitad de camino de Santa Ponsa (entre Son Falconer) y la ciudad de Palma por la urbanización Son Vida. Está bien definida y perfilada y se adentra hasta el mar, siendo la parte más meridional de la sierra de Tramontana. Su altura ronda los 400 m s. n. m. con máximos de 486 m s. n. m. (Puig Gros de Bendinat) y de 503 m s. n. m. (Puig den Bou). Contiene una significante masa de pinares y garriga mediterránea. En ella se encuentra el Mirador de n'Alzamora, pequeño refugio con terraza desde el que se obtiene excelente vista del mar, Calviá y los montes del norte y del este. 
En la antigüedad consistía en una zona que proporcionaba recursos forestales y de cantería, pero esta actividad se abandonó con la llegada del turismo a principios de los años 60.

## Toponimia
El nombre de Na Burguesa es debido a la familia Burgués que poseyó la alquería de Bendinat, al pie de sus montañas, desde principios del siglo XVI (Francesc de Burgués). Más tarde, la finca pasó a la familia Salas y posteriormente al Marqués de la Romana, que ordenó la construcción del conocido castillo de Bendinat, si bien, la sierra mantendría el nombre de Na Burguesa.

## Historia

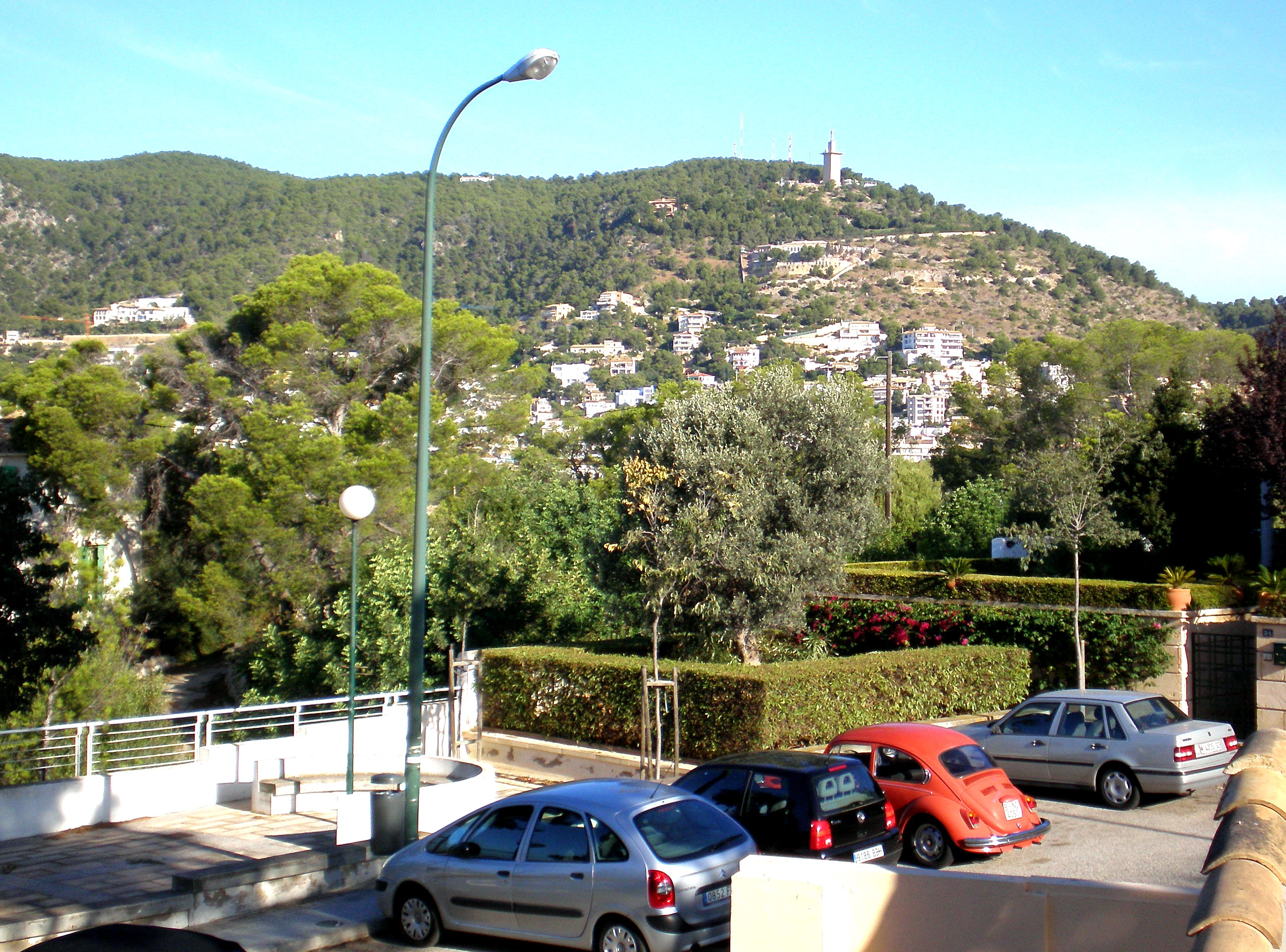
Vista desde Villa Argentina.

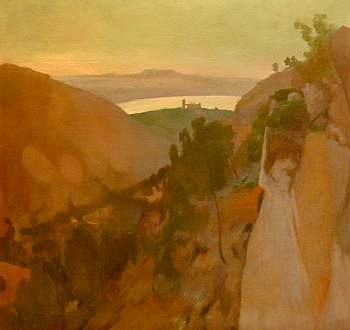
Pintura del pintor mallorquín Antonio Gelabert de la sierra de Na Burguesa.

La sierra posee renombre histórico debido a las hazañas suscitadas por el rey Jaime I de Aragón durante la reconquista de Mallorca. Cabe recordar que, en aquella época, esta sierra fue conocida como Serra de Porto Pi. 
Hasta principios del siglo XX, fue un conocido lugar de pastoreo de verano para los rebaños de la zona, de hecho, se conoce el altiplano central con el nombre del Coll dels Pastors (443 m s. n. m.), en el cual se conserva el cruce de caminos que conducen a Génova, al Coll de Sa Creu y a la zona de Calviá. Todavía se puede recorrer toda la sierra por estos caminos, hoy modificados, que trascurren desde La Vileta, donde enlaza con el Camí Vell de Puigpuñent, hasta las repetidoras de TV. Son caminos muy frecuentados por excursionistas y cazadores que mantienen llena de actividad la zona.
A finales de los años 90, la Sierra, objeto de la especulación urbanística, fue víctima de un incendio provocado que destruyó su vertiente más septentrional, llegando a quemarse un total de 20 hectáreas.